# NGC 5827
NGC 5827 ist eine 12,9 mag helle Spiralgalaxie mit aktivem Galaxienkern vom Hubble-Typ Sab im Sternbild Bärenhüter. Sie ist rund 299 Millionen Lichtjahre von der Milchstraße entfernt.
Sie wurde am 8. Juni 1880 von Édouard Stephan entdeckt.